# Sci di fondo ai XXII Giochi olimpici invernali - 30 km femminile
Tra le competizioni dello sci di fondo che si sono tenute ai XXII Giochi olimpici invernali di Soči (in Russia) la 30 km femminile a tecnica libera con partenza di massa si è svolta il 22 febbraio sul tracciato di Krasnaja Poljana.
La norvegese Marit Bjørgen ha vinto la medaglia d'oro davanti alle connazionali Therese Johaug (argento) e Kristin Størmer Steira (bronzo).
Detentrice del titolo di campionessa olimpica uscente era la polacca Justyna Kowalczyk, che aveva vinto a Vancouver 2010, sul tracciato di Whistler (in Canada) in tecnica classica, precedendo la Bjørgen (medaglia d'argento) e la finlandese Aino-Kaisa Saarinen (medaglia di bronzo).

## Classifica di gara
| Pos. | Atleta                     | Nazione       | Tempo     | Distacco |
| ---- | -------------------------- | ------------- | --------- | -------- |
|      | Marit Bjørgen              | Norvegia      | 1h11'05"2 |          |
|      | Therese Johaug             | Norvegia      | 1h11'07"8 | +2"6     |
|      | Kristin Størmer Steira     | Norvegia      | 1h11'28"8 | +23"6    |
| 4    | Kerttu Niskanen            | Finlandia     | 1h12'26"9 | +1'21"7  |
| 5    | Eva Nývltová               | Rep. Ceca     | 1h12'27"1 | +1'21"9  |
| 6    | Aurore Jéan                | Francia       | 1h12'27"5 | +1'22"3  |
| 7    | Coraline Hugue             | Francia       | 1h12'29"5 | +1'24"3  |
| 8    | Emma Wikén                 | Svezia        | 1h12'31"6 | +1'26"4  |
| 9    | Seraina Boner              | Svizzera      | 1h12'35"0 | +1'29"8  |
| 10   | Laura Orgué                | Spagna        | 1h12'37"3 | +1'32"1  |
| 11   | Anna Haag                  | Svezia        | 1h12'40"1 | +1'34"9  |
| 12   | Katrin Zeller              | Germania      | 1h12'41"4 | +1'36"2  |
| 13   | Elisa Brocard              | Italia        | 1h12'42"0 | +1'36"8  |
| 14   | Valentyna Ševčenko         | Ucraina       | 1h12'42"6 | +1'37"4  |
| 15   | Natal'ja Žukova            | Russia        | 1h12'56"7 | +1'51"5  |
| 16   | Debora Agreiter            | Italia        | 1h12'58"5 | +1'53"3  |
| 17   | Anouk Faivre-Picon         | Francia       | 1h13'29"4 | +2'24"2  |
| 18   | Krista Pärmäkoski          | Finlandia     | 1h13'37"6 | +2'32"4  |
| 19   | Heidi Weng                 | Norvegia      | 1h13'46"1 | +2'40"9  |
| 20   | Teresa Stadlober           | Austria       | 1h13'50"1 | +2'44"9  |
| 21   | Aino-Kaisa Saarinen        | Finlandia     | 1h13'52"5 | +2'47"3  |
| 22   | Li Hongxue                 | Cina          | 1h14'01"5 | +2'56"3  |
| 23   | Masako Ishida              | Giappone      | 1h14'09"0 | +3'03"8  |
| 24   | Liz Stephen                | Stati Uniti   | 1h14'11"8 | +3'06"6  |
| 25   | Marina Piller              | Italia        | 1h14'44"7 | +3'39"5  |
| 26   | Riitta-Liisa Roponen       | Finlandia     | 1h14'51"6 | +3'46"4  |
| 27   | Holly Brooks               | Stati Uniti   | 1h14'58"3 | +3'53"1  |
| 28   | Kikkan Randall             | Stati Uniti   | 1h15'10"7 | +4'05"5  |
| 29   | Irina Chazova              | Russia        | 1h15'19"2 | +4'14"0  |
| DSQ  | Julija Ivanova             | Russia        | 1h15'22"1 | +4'16"9  |
| 31   | Barbara Jezeršek           | Slovenia      | 1h15'35"8 | +4'30"6  |
| DSQ  | Julija Čekalëva            | Russia        | 1h15'46"6 | +4'41"4  |
| 33   | Sylwia Jaśkowiec           | Polonia       | 1h15'47"6 | +4'42"4  |
| 34   | Charlotte Kalla            | Svezia        | 1h16'18"5 | +5'13"3  |
| 35   | Maryna Antsybor            | Ucraina       | 1h16'22"7 | +5'17"5  |
| 36   | Lee Chae-won               | Corea del Sud | 1h16'38"2 | +5'33"0  |
| 37   | Petra Novaková             | Rep. Ceca     | 1h17'49"6 | +6'44"4  |
| 38   | Kateryna Grygorenko        | Ucraina       | 1h17'53"0 | +6'47"8  |
| 39   | Sara Lindborg              | Svezia        | 1h18'03"9 | +6'58"7  |
| 40   | Jessica Diggins            | Stati Uniti   | 1h18'13"0 | +7'07"8  |
| 41   | Paulina Maciuszek          | Polonia       | 1h18'44"7 | +7'39"5  |
| 42   | Alena Sannikova            | Bielorussia   | 1h18'46"3 | +7'41"1  |
| 43   | Kornelia Kubińska          | Polonia       | 1h19'57"7 | +8'52"5  |
| 44   | Ilaria Debertolis          | Italia        | 1h20'22"2 | +9'17"0  |
| 45   | Klara Moravcová            | Rep. Ceca     | 1h20'56"4 | +9'51"2  |
| 46   | Brittany Webster           | Canada        | 1h21'05"5 | +10'00"3 |
| 47   | Emily Nishikawa            | Canada        | 1h21'38"6 | +10'33"4 |
| 48   | Elena Kolomina             | Kazakistan    | 1h21'50"0 | +10'44"8 |
| 49   | Amanda Ammar               | Canada        | 1h22'03"7 | +10'58"5 |
| 50   | Antoniya Grigorova-Burgova | Bulgaria      | 1h23'05"6 | +12'00"4 |
| 51   | Tatyana Ossipova           | Kazakistan    | 1h23'52"6 | +12'47"4 |
| 52   | Heidi Widmer               | Kazakistan    | 1h24'11"5 | +13'06"3 |
| 53   | Vedrana Malec              | Croazia       | 1h24'13"4 | +13'08"2 |
| 54   | Aimee Watson               | Australia     | 1h34'00"1 | +22'54"9 |
|      | Justyna Kowalczyk          | Polonia       | DNF       | DNF      |
|      | Nicole Fessel              | Germania      | DNF       | DNF      |
|      | Teodora Malcheva           | Bulgaria      | DNF       | DNF      |

Data: Sabato 22 febbraio 2014

Ora locale: 13:30

Pista: 
Legenda:
- DNS = non partito (did not start)
- DNF = prova non completata (did not finish)
- DSQ = squalificato (disqualified)
- Pos. = posizione